# Sandro Nicević
Sandro Nicević (Pola, 16 giugno 1976) è un ex cestista croato naturalizzato italiano.

## Carriera

### Club
Trascorre i suoi primi sette anni di esperienza da cestista professionista croato nel suo paese. Esordisce in Prima Squadra nel 1994 con il Gradine Pola, la squadra della sua città dove gioca per una stagione; poi passa al Franck Zagreb dove milita nella stagione 1995-96. Nella prima parte della stagione 1996-97 si trasferisce al Cibona per poi essere ceduto in prestito nuovamente al KK Dubrava in cui termina la stagione. Ritorna poi al Cibona dove gioca 4 campionati di fila dal 1997 al 2001, vincendo 4 scudetti e 2 coppe nazionali (nel 1999 e nel 2001). Nel 2001, dopo sette anni giocati in Croazia, va a fare esperienza nel Campionato francese con la casacca del Le Mans dove resta sino al 2004 (vincendo una coppa nazionale nel 2004). Nel 2004-05 gioca nel Campionato greco con l'AEK Atene BC. Poi passa al Campionato spagnolo dove gioca con Unicaja Malaga nel 2005-06 vincendo il campionato. La stagione seguente, 2006-07, ritorna al Le Mans. Quindi è la volta della Turchia dove gioca per una stagione, 2007-08, con il Beşiktaş. Nell'estate del 2008 viene acquistato dalla Pallacanestro Treviso. Il 9 luglio del 2011 viene ufficializzato il suo ingaggio alla Sutor Montegranaro.
Il 13 gennaio 2013 ha giocato una partita (contro l'Agordina) del campionato di Promozione provinciale con il Treviso Basket, erede della Pallacanestro Treviso, la sua ex squadra alla quale era molto legato.
Il 3 febbraio 2013 firma un contratto di un mese con il Cibona Zagabria.
Il 16 luglio 2013 firma un contratto annuale con Capo d'Orlando in Legadue. Il 27 agosto 2014, prolunga per un altro anno con la squadra paladina, con la quale giocherà in Serie A (in virtù del ripescaggio). Dalla stagione 2015/2016, con l'addio di Matteo Soragna, diventa il capitano della squadra siciliana.

### Nazionale
Ha fatto parte delle Nazionali della Croazia delle categorie giovanili Under 18 e Under 22, partecipando ai Campionati Mondiali Under 18 nel 1995 ed ai Campionati Europei Under 22 nel 1998; nel 1994 ha vinto la medaglia d'argento ai Campionati Europei Under 18. Sandro Nicević con la maglia della nazionale della Croazia ha preso parte alla fase finale di 2 edizioni dei Campionati Europei: 2003 (11º) e 2009 (6º). Nel 2008 ha partecipato alle Olimpiadi di Pechino, chiudendo al 6º posto finale.

## Statistiche

### Presenze e punti nei club
Dati aggiornati al 30 giugno 2015
| Stagione        | Squadra                         | Competizione | Partite | Partite | Partite | Statistiche tiro | Statistiche tiro | Statistiche tiro | Altre statistiche | Altre statistiche | Altre statistiche | Altre statistiche | Altre statistiche |
| Stagione        | Squadra                         | Competizione | Pres.   | Titol.  | Minuti  | Tiri da 2        | Tiri da 3        | Liberi           | Rimb.             | Assist            | Rubate            | Stopp.            | Punti             |
| --------------- | ------------------------------- | ------------ | ------- | ------- | ------- | ---------------- | ---------------- | ---------------- | ----------------- | ----------------- | ----------------- | ----------------- | ----------------- |
| 1994-1995       | Pula Gradine                    | PHKL         |         |         |         |                  |                  |                  |                   |                   |                   |                   |                   |
| 1995-1996       | Franck Zagreb                   | PHKL         |         |         |         |                  |                  |                  |                   |                   |                   |                   |                   |
| 1996-1997       | Košarkaški klub Cibona          | PHKL         |         |         |         |                  |                  |                  |                   |                   |                   |                   |                   |
| 1996-1997       | Košarkaški klub Dubrava         | PHKL         |         |         |         |                  |                  |                  |                   |                   |                   |                   |                   |
| 1997-1998       | Košarkaški klub Cibona          | PHKL         |         |         |         |                  |                  |                  |                   |                   |                   |                   |                   |
| 1998-1999       | Košarkaški klub Cibona          | PHKL         |         |         |         |                  |                  |                  |                   |                   |                   |                   |                   |
| 1999-2000       | Košarkaški klub Cibona          | PHKL         |         |         |         |                  |                  |                  |                   |                   |                   |                   |                   |
| 2000-2001       | Košarkaški klub Cibona          | PHKL         |         |         |         |                  |                  |                  |                   |                   |                   |                   |                   |
| '01-dic. '01    | Košarkarski klub Union Olimpija | 1.A SKL      |         |         |         |                  |                  |                  |                   |                   |                   |                   |                   |
| gen. '02-'02    | Le Mans Sarthe Basket           | Pro A        |         |         |         |                  |                  |                  |                   |                   |                   |                   |                   |
| 2002-2003       | Le Mans Sarthe Basket           | Pro A        | 30      |         | 1.580   | 342/578          | 0/2              | 160/204          | 370               | 86                | 44                |                   | 844               |
| 2003-2004       | Le Mans Sarthe Basket           | Pro A        | 34      |         | 1.996   | 350/692          | 4/6              | 136/184          | 494               | 182               | 60                |                   | 848               |
| 2004-2005       | AEK Atene BC                    | A1 Ethniki   |         |         |         |                  |                  |                  |                   |                   |                   |                   |                   |
| 2005-2006       | Unicaja Málaga                  | ACB          | 15      | 1       | 232     | 43/85            | 0/0              | 13/18            | 52                | 4                 | 4                 | 10                | 99                |
| 2006-2007       | Le Mans Sarthe Basket           | Pro A        | 33      |         | 1.732   | 324/596          | 2/4              | 138/188          | 344               | 186               | 50                |                   | 792               |
| 2007-2008       | Beşiktaş Cola Turka             | 1. TBL       | 27      |         |         | 59,36%           | 0%               | 67,8%            | 158               | 65                |                   |                   | 338               |
| 2008-2009       | Benetton Treviso                | Serie A      | 37      | 29      | 911     | 183/307          | 0/3              | 70/86            | 184               | 57                | 54                | 25                | 436               |
| 2009-2010       | Benetton Treviso                | Serie A      | 31      | 28      | 753     | 118/241          | 0/7              | 54/67            | 129               | 39                | 29                | 19                | 290               |
| 2010-2011       | Benetton Treviso                | Serie A      | 23      | 9       | 389     | 62/126           | 1/3              | 21/23            | 72                | 17                | 23                | 6                 | 148               |
| 2011-2012       | Fabi Shoes Montegranaro         | Serie A      | 27      | 5       | 293     | 44/87            | 0/4              | 13/19            | 39                | 15                | 8                 | 4                 | 101               |
| '12-gen. '13    | Treviso Basket                  | Prom.        | 1       |         |         |                  |                  |                  |                   |                   |                   |                   | 12                |
| gen. '13-'13    | Košarkaški klub Cibona          | PHKL         | 19      |         | 258     | 54/88            | 0/1              | 16/18            | 51                | 12                | 8                 | 5                 | 124               |
| 2013-2014       | Upea Capo d'Orlando             | DNA/G        | 28      |         | 764     | 154/283          | 1/3              | 87/106           | 138               | 36                | 22                | 17                | 398               |
| 2014-2015       | Upea Capo d'Orlando             | Serie A      | 16      | 4       | 311     | 56/114           | 1/1              | 26/30            | 62                | 19                | 10                | 4                 | 141               |
| Totale carriera |                                 |              |         |         |         |                  |                  |                  |                   |                   |                   |                   |                   |

## Palmarès

### Squadra
- Campionato spagnolo: 1

Málaga: 2005-2006
- Campionato croato: 5

Cibona Zagabria: 1997-98, 1998-99, 1999-2000, 2000-01, 2012-13
- Coppa di Croazia: 3

Cibona Zagabria: 1999, 2001, 2013
- Coppa di Francia: 1

Le Mans: 2004

### Nazionale
- Medaglia d'Argento e MVP Campionati Europei Under 18: 1994

### Individuale
- All-ULEB Eurocup Second Team: 1

Pall. Treviso: 2008-09